# Snæfellsbær
Snæfellsbær és un municipi d'Islàndia, a la regió de Vesturland. Té una extensió de 682 km² i una població de 1.669 habitants a primer de gener de 2025.
El municipi va ser creat l'11 de juny de 1994, mitjançant la fusió de la ciutat d'Ólafsvík (Ólafsvíkurbær) amb els tres municipis circumdants de Breiðuvíkurhreppur, Neshreppur i Staðarsveit.
Les principals poblacions del municipi són Ólafsvík, Hellissandur i en menor mesura Rif.

## Llocs d'interès
- Glacera de Snæfellsjökull[3]
- Parc Nacional Snæfellsjökull[4]